# Otto Hauser

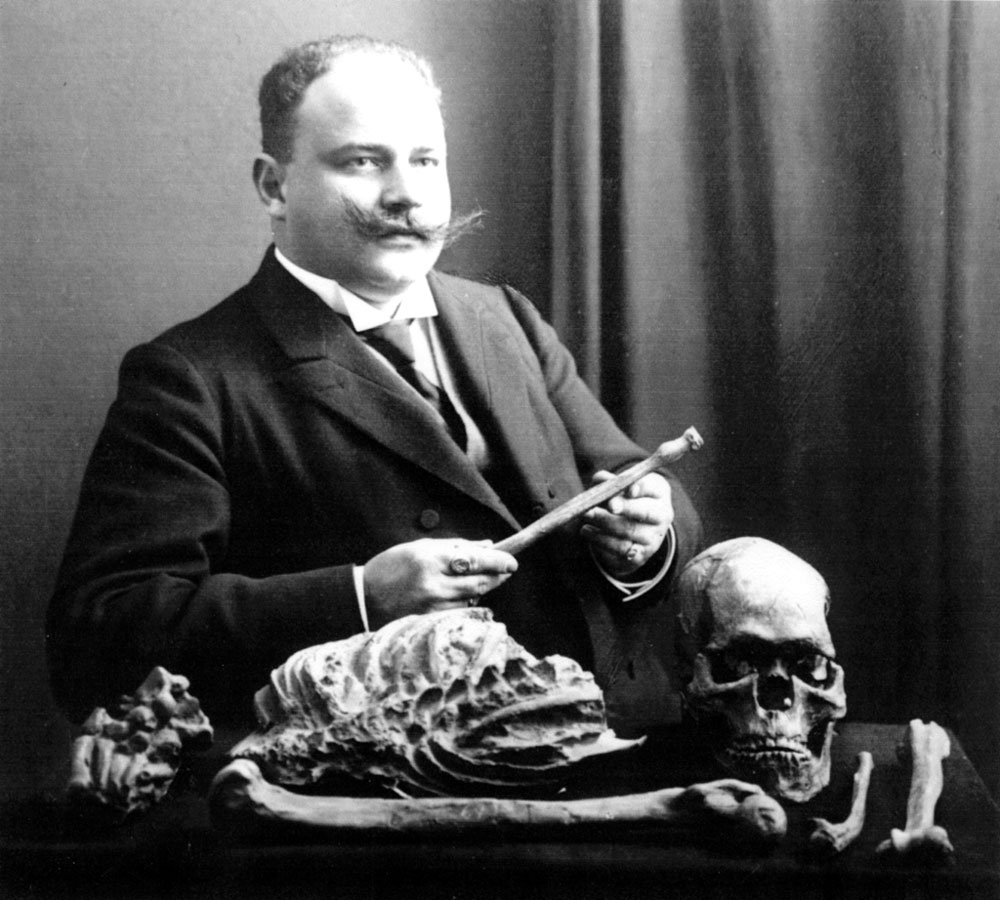
Otto Hauser met de man van Combe-Capelle

Otto Hauser (Wädenswil,  12 april 1874 - Berlijn, 14 juni 1932) was een Duitstalige Zwitsers archeoloog en prehistoricus. Hij is vooral bekend geworden door zijn verrichtingen op het gebied van de prehistorie.

## Biografie
In zijn jeugd was Hauser reeds geïnspireerd door de opgravingen van Heinrich Schliemann en had hij de ambitie ook een beroemde archeoloog te worden. Na zijn eerste opgravingen in Zwitserland, vanaf 1895 een Romeinse villa in het bos Murimooshau bij Sarmenstorf  en de legerplaats Vindonissa in Aargau, richtte hij zich begin 20e eeuw op Frankrijk. Daar verrichtte hij opgravingen tot aan het uitbreken van de Wereldoorlog. Sinds 1907 was hij actief in de omgeving van Les Eyzies-de-Tayac-Sireuil in de Dordogne (Frankrijk) op meerdere locaties opgravingen. Dit gebied noemde hij het Paradijs van de Oermensen. Onder een abri (overhangende rotswand) te Le Moustier vond hij in 1908 het skelet van een jonge neanderthaler.  Dit betrof een graf uit de laatste IJstijd en het was een van de eerste complete skeletten van deze mensensoort die werden ontdekt in een nog ongeschonden aardlaag, waarover destijds nog niet veel bekend was. Eerder waren daarvan resten gevonden te Neandertal in Duitsland, wat nog een toevallieg vondst door arbeiders betrof waarbij veel skeletmateriaal verloren was gegaan, en later te Spy in België, waarop bij wetenschappers het vermoeden was gerezen te maken te hebben met een onbekende mensensoort uit de prehistorie. Ook doordat destijds nog niet veel bekend was over de neanderthaler, meende de Duitse antropoloog Hermann Klaatsch zelfs nog dat Hauser resten van een andere nog onbekende prehistorische mensensoort had ontdekt, een soort verwant van de neanderthaler die zij de Homo mousteriensis Hauseri noemden. Toen door andere vondsten zoals die van  La Chapelle-aux-Saints en de reconstructie door Marcellin Boule meer duidelijk werd over de betreffende prehistorische mensensoort, werd tevens duidelijk dat dit eveneens een neanderthaler betrof. De aanvankelijke claim dat dit een andere soort betrof vond geen ingang in de zich in de 20e eeuw ontwikkelende paleoantropologie.
Door de vondst van het skelet te Le Moustier - onderzocht en beschreven door Klaatsch - en dat van de "oude man van La Chapelle-aux-Saints" -idem door Boule - werd snel meer bekend over de neanderthaler. Op deze vondsten werden de eerste reconstructies van de vermoedelijke fysieke verschijning van deze mensensoort gereconstrueerd. Bij deze beide vondsten bleek ook dat de neanderthaler zijn doden met zorg begroef, met grafgiften en proviand voor een reis naar een door hen voorgesteld hiernamaals.
Tot Hausers andere belangrijkste prehistorische vondsten behoorde het in 1909 door hem ontdekte skelet van de man van Combe-Capelle, naar men dacht een vroege moderne mens afkomstig uit het Aurignacien. Pas in 2011 bleken de restanten uit het mesolithicum te dateren, als intrusieve latere begrafenis. Om zijn opgravingen te financieren, verkocht hij beide skeletten aan Duitse musea. Hoewel hij van geboorte Zwitser was, werd hij veelal voor Duitser aangezien en aan de vooravond van de doorlog die in 1914 uitbrak werd hij van spionage beschuldigd en was hij genoodzaakt zijn opgravingswerkzaamheden te staken. Tot aan zijn overlijden leefde hij in zijn woonplaats Weimar in Duitsland van het schrijven van populair-wetenschappelijke boeken en het houden van lezingen in het land. Het door hem opgegraven skelet van de jongen van Le Moustier ging tijdens de Tweede Wereldoorlog grotendeels verloren bij een bombardement.

## Boeken van Otto Hauser
- La Micoque : die Kultur einer neuen Diluvialrasse  (1916)
- Die Germanen in Europa  (1916)
- Der Mensch vor 100.000 Jahren  (1917)
- Ins Paradies des Urmenschen : fünfundzwanzig Jahre Vorweltforschung  (1920)
- Der blonde Mensch  (1921)
- Urgeschichte (1925)
- Die Edda  (1926)
- Der Erde Eiszeit und Sintflut - Ihre Menschen, Tiere und Pflanzen (1927)